# ピーター・ウィルドアー
ピーター・ウィルドアー（Karl Peter Wildoer、1974年9月5日 - ）は、スウェーデン・グルムスレーヴ出身のヘヴィメタル・ミュージシャン。ダーケインのドラマーであり、同バンドをメインバンドとして活動している。その他にもエレクトロキューション250やグリムマークのドラマーでもある。過去には、アルマゲドン、マジェスティック、ペスティレンス、シルヴァー・セラフ、タイム・レクイエム、ガーデンズ・オブ・オブスキュラリティ、ドーン・オブ・オブリヴィオンなどでもドラマーとして活動していた。また、アルバムセッションやライヴセッションとしてアーチ・エネミー、ソイルワーク、オールド・マンズ・チャイルドなどに参加している。また、ドラマーだけでなくヴォーカリストとして活動することもあり、ノン・ヒューマン・レヴェルや、クラウドスケープ（アルバムセッション）での活動が挙げられる。ドリーム・シアターのボーカリスト・ジェイムズ・ラブリエのソロプロジェクトでもドラムスとハーシュ・ヴォーカルを担当している。

## 略歴
ウィルドアーが初めてドラムセットに触れたのは、7歳の時である。9歳の時に地元の音楽学校 (Kommunala musikskolan)で、フルートを習い始める。この音楽学校で、ウィルドアーは楽譜の読み方を学んだ。この学校で1年ほど学んだ後この学校をやめ、その代わりにドラムレッスンに通い始める。1986年、ウィルドアーはブラスバンドに加入。このバンドには8年間在籍した。1989年、14歳の時、ウィルドアー最初のヘヴィメタルバンド、ダマー (Dammer)を結成。同バンドは短期間でザニネズ (Zaninez)に名前を変更している。ザニネズ自体は1991年に解散するが、このバンドには1989年中にギタリストのクリストファー・マルムストロームが加入しており、これによってウィルドアーとマルムストロームが知り合い友人となる。これによって、後にダーケインが結成される。
2011年には、マイク・ポートノイの脱退したドリーム・シアターのドラマー・オーディションに参加したことが、バンド側の公開したドキュメンタリーで明らかになった。ウィルドアーは、バンド側が『世界最高のドラマー達』と呼ぶ6名のドラマーたちと競った。バンド側は、ウィルドアーのオーディションに感銘を受けたことを明らかにしており、オーディションに参加したドラマーの中でトップ3に入るとしている。このトップ3は、ウィルドアーに加えて、マイク・マンジーニとマルコ・ミンネマンである。結果的に、ドリーム・シアターにはマイク・マンジーニが加入し、ウィルドアーのドリーム・シアター加入は叶わなかった。

## ディスコグラフィー

### アグリテイター
- Delusions (1993)
- Kompakt Kraft (1994)
- Distorted Logic (1996)

### アルマゲドン
- Crossing The Rubicon (1997)

### ダーケイン
- Rusted Angel (1999)
- Insanity (2001)
- Expanding Senses (2002)
- Layers of Lies (2005)
- Demonic Art (2008)
- The Sinister Supremacy (2013)

### マジェスティック
- Trinity Overture (2000)

### シルヴァー・セラフ
- Silver Seraph (2001)

### タイム・レクイエム
- Time Requiem (2002)
- Unleased In Japan (2004)

### エレクトロキューション250
- Electric Cartoon Music From Hell (2004)

### ノン・ヒューマン・レヴェル
- Non-Human Level (2005)

### ラスティー・フローレス
- Rusty Flores (2006)
- New Leaf vs. Violent White (2007)

### グリムマーク
- Grimmark (2007)

### ステファン・ロスクヴィスト・バンド
- Guitar Diaries (2008)

### ジェイムズ・ラブリエ
- Static Impulse (2010)
- Impermanent Resonance (2013)

### セッション参加
- アーチ・エネミー - Stigmata (1998)
- オールド・マンズ・チャイルド（英語版） - Slaves of the World (2009)
- ペスティレンス - Resurrection Macabre (2009)
- クラウドスケープ（英語版） - New Era (2012)

### プロデュース・エンジニアリング
- イン・フレイムス - Colony（ドラム・テクニシャン）(1999)
- ダーケイン - Expanding Senses（ミキシング）(2002)
- ノン・ヒューマン・レヴェル - Non-Human Level（ミキシング）(2005)
- ソイルワーク - Sworn to a Great Divide (プロデュース) (2007)
- ダーケイン - Demonic Art（ミキシング）(2008)
- コンストラクデッド - Endless Echo（プロデュース、エンジニアリング）(2009)
- ジェイムズ・ラブリエ - Impermanent Resonance（プロデュース）(2013)